# Jessie Aneyová
Jessie Aneyová (* 19. dubna 1998 Rochester, Minnesota) je americká profesionální tenistka. Ve své dosavadní kariéře na okruhu WTA Tour nevyhrála žádný turnaj. V rámci okruhu ITF získala dva tituly ve dvouhře a čtrnáct ve čtyřhře.
Na žebříčku WTA byla ve dvouhře nejvýše klasifikována v červenci 2023 na 343. místě a ve čtyřhře v témže měsíci na 112. místě.

## Univerzitní kariéra
Na střední škole Century High School v rodném Rochesteru maturovala v roce 2015. Během studia hrála závodně lední hokej i tenis. V závěrečném ročníku vyhrála kanadské bodování hokejové středoškolské ligy v Minnesotě. Za své výkony v obou sportech ji časopis Sports Illustrated v roce 2010 vyhlásil sportovním dítětem roku (Sports Kid of the Year).
V letech 2015–2019 reprezentovala Severokarolínskou univerzitu v Chapel Hillu v tenise. Vysokou školu ukončila během května 2019 v hlavním oboru obchod. Stala se teprve druhou tenistkou univerzity, která byla ve třech ročnících zařazena do celonárodního deblového výběru All-America NCAA („týmu hvězd“). Kariéru završila se 127 singlovými výhrami, což ji zařadilo na sdílené třetí místo historických statistik severokarolínské univerzity.

## Tenisová kariéra
Na okruhu WTA Tour debutovala srpnovou čtyřhrou Western & Southern Open 2022 v Cincinnati, turnaje z kategorie WTA 1000. Do soutěže obdržela divokou kartu v páru s krajankou Ingrid Neelovou. Na úvod přehrály chilsko-slovinskou dvojici Alexa Guarachiová a Andreja Klepačová, než je vyřadily Jekatěrina Alexandrovová s Aljaksandrou Sasnovičovou. Již při druhé účasti na túře WTA si zahrála finále. Po boku Češky Anny Siskové prošly do boje o titul antukového Hungarian Grand Prix 2023 v Budapešti. V něm ale nestačily na polsko-maďarský pár Katarzyna Piterová a Fanny Stollárová, jenž o titulu rozhodl ziskem supertiebreaku. V letní sezóně 2023 následovala časná vyřazení ve čtyřhrách Hamburg European Open a Livesport Prague Open. Do první z nich zasáhla s Australankou Astrou Sharmaovou a ve druhé hrála s krajankou Annou Rogersovou.

## Finále na okruhu WTA Tour

### Čtyřhra: 1 (0–1)
| Legenda            |
| ------------------ |
| Grand Slam (0)     |
| Turnaj mistryň (0) |
| WTA 1000 (0)       |
| WTA 500 (0)        |
| WTA 250 (0–1)      |

| Stav       | č. | datum         | turnaj             | povrch | spoluhráčka  | soupeřky ve finále                  | výsledek         |
| ---------- | -- | ------------- | ------------------ | ------ | ------------ | ----------------------------------- | ---------------- |
| Finalistka | 1. | červenec 2023 | Budapešť, Maďarsko | antuka | Anna Sisková | Katarzyna Piterová Fanny Stollárová | 2–6, 6–4, [4–10] |

## Tituly na okruhu ITF
| Dotace turnajů okruhu ITF | Dotace turnajů okruhu ITF |
| ------------------------- | ------------------------- |
| 100 000 $ tournaments     | 80 000 $ tournaments      |
| 60 000 $ tournaments      | 40 000 $ tournaments      |
| 25 000 $ tournaments      | 15 000 $ tournaments      |

### Dvouhra (2 tituly)
| Č. | datum      | turnaj              | povrch | poražená finalistka   | výsledek         |
| -- | ---------- | ------------------- | ------ | --------------------- | ---------------- |
| 1. | duben 2021 | Šymkent, Kazachstán | antuka | Jevjalina Laskevičová | 6–4, 6–2         |
| 2. | duben 2021 | Šymkent, Kazachstán | antuka | Tamara Čurovićová     | 5–7, 7–6(6), 6–0 |

### Čtyřhra (14 titulů)
| Č.  | datum         | turnaj                  | povrch    | spoluhráčka               | poražené finalistky                       | výsledek            |
| --- | ------------- | ----------------------- | --------- | ------------------------- | ----------------------------------------- | ------------------- |
| 1.  | březen 2021   | Antalya, Turecko        | antuka    | Ingrid Gamarra Martinsová | Čang Su-džong Pak So-hjon                 | 6–2, 6–2            |
| 2.  | červen 2021   | Heráklion, Řecko        | antuka    | Michaela Bayerlová        | Nicole Chirinová Šavit Kimčiová           | 6–4, 6–4            |
| 3.  | červen 2021   | Antalya, Turecko        | antuka    | Christina Roscová         | Costanza Traversiová Andreea Velceová     | 6–1, 6–0            |
| 4.  | červenec 2021 | Olomouc, Česko          | antuka    | Anna Sisková              | Bárbara Gaticová Rebeca Pereirová         | 6–1, 6–0            |
| 5.  | červen 2022   | Annenheim, Rakousko     | antuka    | Lena Papadakisová         | Martha Matoulová Arina Vasilescuová       | 1–6, 6–3, [11–9]    |
| 6.  | červen 2022   | Pörtschach, Rakousko    | antuka    | Anna Sisková              | Jenny Dürstová Weronika Falkowská         | 6–3, 6–4            |
| 7.  | říjen 2022    | Otočec, Slovinsko       | antuka    | Anna Sisková              | Irina Chromačovová Iryna Šymanovičová     | 3–0skreč            |
| 8.  | říjen 2022    | Pula, Itálie            | antuka    | Sapfo Sakellaridiová      | Camilla Rosatellová Aurora Zantedeschiová | 7–6(1), 6–4         |
| 9.  | říjen 2022    | Pula, Itálie            | antuka    | Sapfo Sakellaridiová      | Nuria Brancacciová Angelica Moratelliová  | 7–6(2), 7–5         |
| 10. | leden 2023    | Tallinn, Estonsko       | tvrdý (h) | Anna Sisková              | Freya Christieová Ali Collinsová          | 6–4, 6–7(3), [10–7] |
| 11. | březen 2023   | Fredericton, Kanada     | tvrdý (h) | Dalayna Hewittová         | Quinn Gleasonová Jamie Loebová            | 7–6(2), 6–4         |
| 12. | duben 2023    | Guayaquil, Ekvádor      | antuka    | Sofia Sewingová           | Noelia Bouzo Zanottiová Ani Vangelovová   | 6–0, 6–2            |
| 13. | duben 2023    | Guayaquil, Ekvádor      | antuka    | Sofia Sewingová           | Ana Candiottová Rebeca Pereirová          | 6–1, 6–2            |
| 14. | září 2023     | Berkeley, Spojené státy | tvrdý     | María Herazo Gonzálezová  | Elysia Boltonová Alexandra Bozovicová     | 7–5, 7–5            |